# Lesotho
Royaume du Lesotho
(st) Muso oa Lesotho 
(en) Kingdom of Lesotho 
Le Lesotho ou Lésotho (en forme longue le royaume du Lesotho ou royaume du Lésotho), en sotho du Sud Muso oa Lesotho et en anglais Kingdom of Lesotho) est un État d'Afrique australe, montagneux et sans accès à la mer, entièrement enclavé dans le territoire de l'Afrique du Sud, dont il est économiquement dépendant. Ancien protectorat britannique (Basutoland), le pays a accédé à l'indépendance en 1966. C'est aujourd'hui une monarchie constitutionnelle dont le souverain est Letsie III. Sa capitale et seule grande ville est Maseru. Le Lesotho compte environ deux millions d'habitants. Les Sothos — qui ont donné leur nom au pays — y sont majoritaires. La plupart sont chrétiens. Les deux langues officielles sont l'anglais et le sotho du Sud.

## Histoire
Les San ont laissé des traces depuis la préhistoire, et sont signalés, aux côtés de quelques Nguni de passage, au XVIe siècle lorsque les Sothos, une ethnie bantoue originaire d'Afrique centrale, arrivent et s'installent dans cette partie de l'Afrique. La population actuelle est née du mélange de ces peuples.
Au début du XIXe siècle, les premiers commerçants blancs arrivent dans la région (appelée dès lors Basutoland).
En 1820, le roi des Sothos, Moshoeshoe Ier (v. 1800-1870) unifie les tribus sotho afin de se défendre contre les raids zoulou. Il concentre son peuple dans le massif Basouto et réussit à préserver son indépendance. Mais, à partir de 1840, le Lesotho doit faire face à une autre menace, celle des Boers, les colons d'origine néerlandaise d'Afrique du Sud, qui veulent s'approprier leurs terres. Il sera attaqué à plusieurs reprises par les Boers de l’Orange (1858-1864-1867) et son territoire sera rogné à l’ouest. En 1868, afin de se protéger des Boers, Moshoeshoe Ier demande l'aide des Britanniques qui établissent un protectorat sur le territoire.
De 1899 à 1902, le Lesotho, en tant que protégé de la couronne britannique, est pris dans la tourmente de la seconde guerre des Boers, qui s'achève par la défaite des Boers.
À la création de l'Union d'Afrique du Sud en 1910 et de la République d'Afrique du Sud en 1961, le Lesotho demeure à part, autonome sous protectorat britannique, et sous le nom de Basutoland. La géographie montagneuse du pays et l'absence d'or et de diamants ont contribué à la sauvegarde de son autonomie.
Le 4 octobre 1966, le royaume du Lesotho devient indépendant du Royaume-Uni dans le cadre du Commonwealth,. Le pouvoir est désormais exercé en alternance, non sans coups de force mais sans morts jusqu'en 1998, entre la maison royale, l'armée (formée par les Britanniques) et la classe des oligarques civils,. La démocratie ne parvient pas à s'imposer, et le peuple ne peut que subir les pouvoirs qui se succèdent.
Ainsi, à la suite des élections législatives de 1970 (en) qu'il perd, Joseph Leabua Jonathan organise un auto-coup d'État : il annule la consultation, déclare l'état d'urgence, suspend la constitution et dissout le Parlement. Il obtient le départ du roi Moshoeshoe II en exil le 3 avril et cumule les fonctions de chef de l'État et de Premier ministre jusqu'en juin, date à laquelle il accepte le retour du roi lorsque celui-ci valide l'annulation des élections.
En 1986, un coup d'État militaire organisé par le général Justin Lekhanya destitue Jonathan et rend ses pouvoirs au roi. Le roi Moshoeshoe II est à nouveau exilé en Angleterre en 1990, à la suite du coup d'État militaire dont est à l'origine Lekhanya. Le 12 novembre 1990, son fils Letsie III est appelé sur le trône pour lui succéder.
En 1991, le colonel Elias Phisoana Ramaema (en) est à l'origine d'un nouveau coup d'État. Il rétablit le Parlement et reste au pouvoir pendant deux ans. En 1993, le gouvernement constitutionnel est restauré après une période d'attente de 23 ans pendant laquelle les militaires ont dirigé le pays. Mais le 25 janvier 1995, Moshoeshoe II redevient roi et le reste jusqu'à sa mort dans un accident de voiture le 15 janvier 1996. Letsie III, successeur de son père Moshoeshoe II, règne sur le Lesotho depuis le 7 février 1996.
Pakalitha Mosisili, est le Premier ministre entre 1998 et 2012. En 1998, des protestations violentes associées à une mutinerie militaire provoquent une intervention brève mais sanglante de l'Afrique du Sud à la suite d'élections contestées. Une autre réforme constitutionnelle permet de rétablir une certaine stabilité dans le pays mais la xénophobie à l'égard des Sud-Africains augmente.
Pakalitha Mosisili, déjà Premier ministre entre 1998 et 2012, occupe à nouveau cette fonction à partir du 17 mars 2015. Tom Thabane lui succède de juin 2017 à avril 2020.
Le 30 août 2014, le pays subit un coup d'État militaire dirigé par le chef d’état-major de l’époque, le général Tlali Kamoli, qui avait été limogé. Le Premier ministre Tom Thabane quitte le Lesotho et rejoint l'Afrique du Sud où il demande l'aide internationale, avant de revenir au Lesotho le mardi 2 septembre.

## Politique
Le Lesotho est une monarchie constitutionnelle dotée d'un parlement bicaméral. L'Assemblée nationale compte 120 membres élus pour cinq ans, et le Sénat 33 membres nommés.
La constitution du Lesotho a été adoptée en 1993, puis plusieurs fois remaniée. Elle a restauré le multipartisme. Le pouvoir exécutif appartient au gouvernement. Le pouvoir législatif est partagé entre le gouvernement et les deux chambres du Parlement, l'Assemblée nationale et le Sénat. Le pouvoir judiciaire est indépendant.
Le rôle du roi est essentiellement protocolaire. N'ayant plus d'autorité exécutive, il ne peut pas intervenir activement sur la scène politique.

## Subdivisions

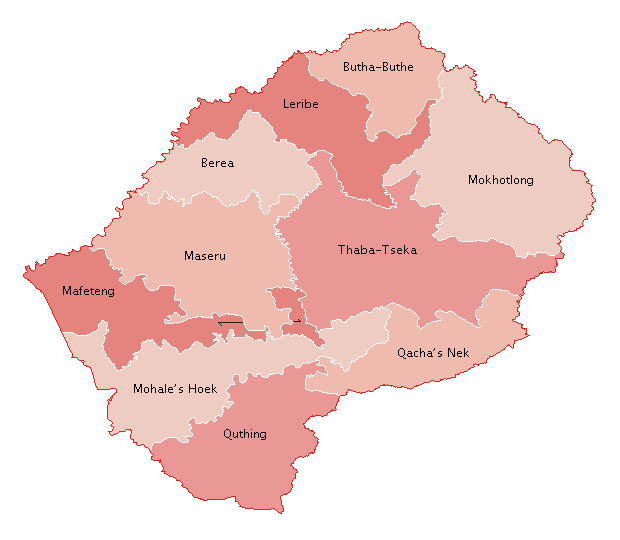
Districts du Lesotho

En 1871 l'administration coloniale a d'abord découpé le pays en quatre districts. Ce nombre est passé à sept en 1910, puis à neuf à la veille de l'indépendance et enfin à dix en 1980.
Ces districts sont les suivants : Berea, Butha-Buthe, Leribe, Mafeteng, Maseru, Mohale's Hoek, Mokhotlong, Qacha's Nek, Quthing et Thaba-Tseka.

Le centre administratif de chaque district porte le nom de camp town.

Outre les districts, le pays est également divisé en 24 wards, dont les frontières correspondent à des territoires sous l'autorité de chefs traditionnels (principals et ward chiefs). Ces territoires ne sont pas nécessairement contigus.

## Géographie

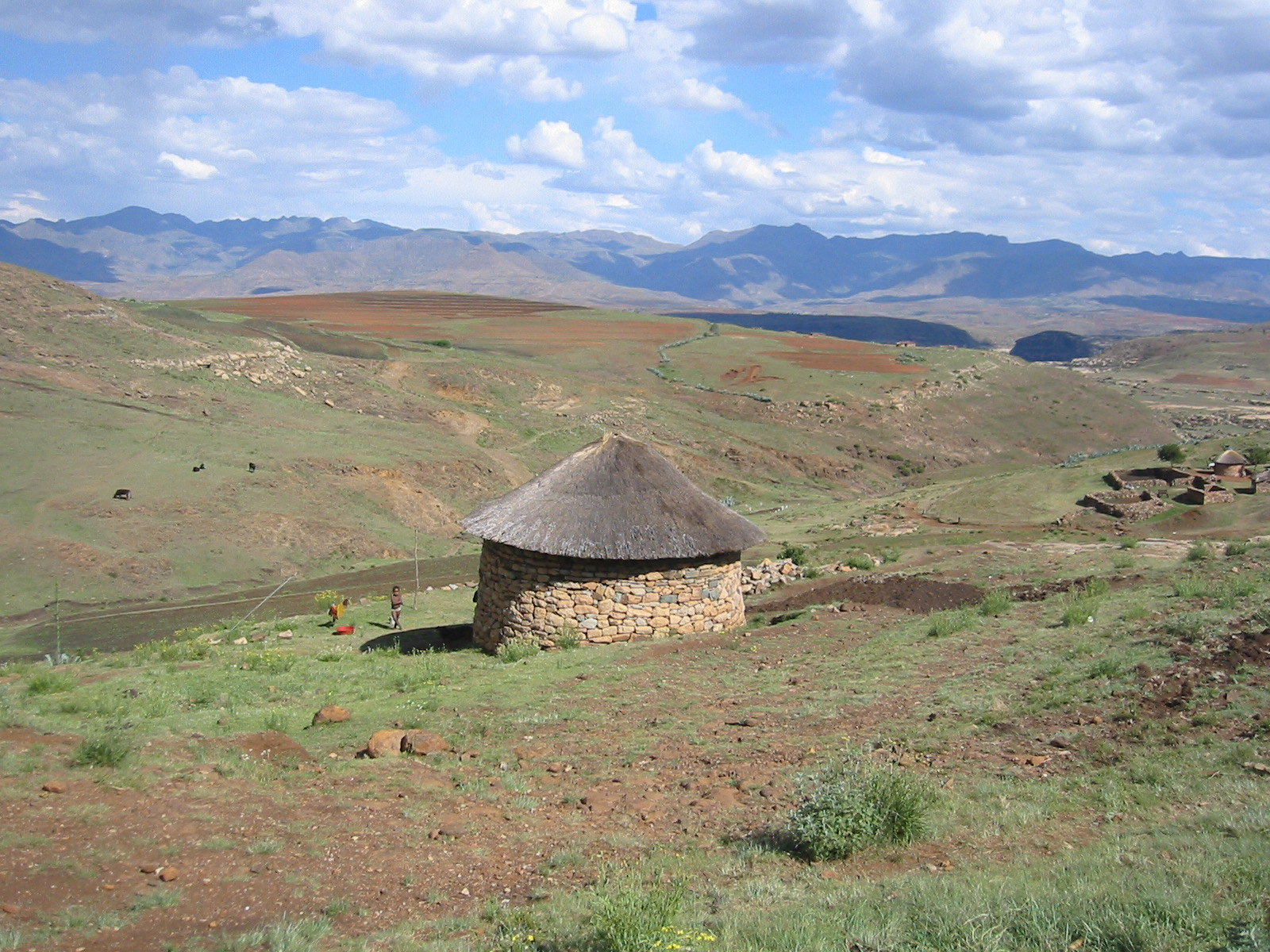
Une rondavelle au Lesotho

Le Lesotho couvre 30 355 km2, une superficie comparable à celle de la Belgique. Il partage ses frontières avec le pays au sein duquel il est enclavé : l'Afrique du Sud.
C'est un pays de montagne à relief volcanique, dont le point le plus bas est le confluent entre le fleuve Orange et la rivière Makhaleng à 1 400 m d'altitude, constituant ainsi le seul pays au monde entièrement au-dessus de 1 000 m. Les collines de l'ouest et du sud sont peu arrosées, alors que les massifs des Hautes Terres et du Drakensberg sont plus humides. Le point culminant se situe à l'est, au mont Thabana Ntlenyana (3 482 m).
Le climat du Lesotho est de type continental tempéré, avec des caractéristiques plutôt propices à de multiples activités économiques. Cependant sa situation sur un plateau à l'extrémité du sous-continent sud-africain l'expose aux influences significatives à la fois du courant chaud en provenance de l'océan Indien et du courant de Benguela, froid, venu de l'océan Atlantique. Il en résulte de grandes variations en matière de précipitations et de températures. Le réchauffement climatique rend ces conditions météorologiques encore plus imprévisibles et peut expliquer la fréquence accrue de périodes de sécheresse et de mauvaises récoltes observée ces dernières années.

## Démographie
Montagneux et peu étendu, le Lesotho fait partie des pays les moins peuplés d'Afrique.
Les habitants du Lesotho sont appelés Lésothiens et Lésothiennes,.
Les résultats définitifs du recensement de 2006 concluaient à une population globale de 1 876 633 personnes. Les données ultérieures sont des estimations, légèrement inférieures ou supérieures à deux millions. Le taux de croissance démographique, stagnant ou négatif, est affecté par une forte prévalence du VIH (22,9 % en 2013), l'une des plus élevées au monde.
L'espérance de vie à la naissance était de 60 ans en 1989 mais a chuté jusqu'à guère plus de 42 ans en 2006 en raison du VIH. Elle remonte depuis l'accès aux traitements génériques et est de 54 ans en 2019 (ce qui reste une des valeurs les plus basses au monde).

## Économie

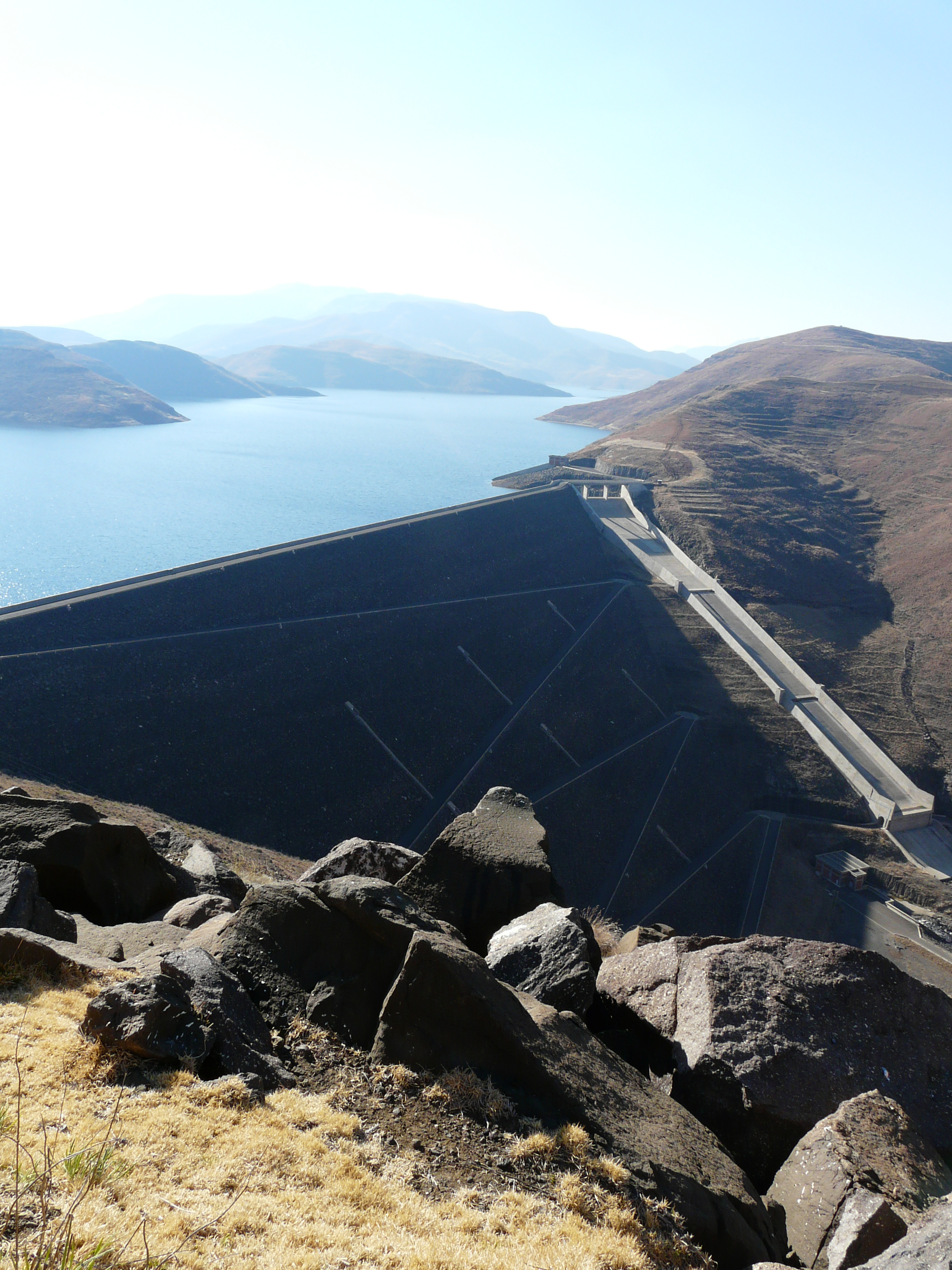
Barrage de Mohale

Le loti (LSL) est la devise officielle du Lesotho depuis 1980. Sa valeur est indexée sur celle du rand sud-africain (ZAR) qui est également utilisé.
Le Lesotho est un pays pauvre. En 2021, son indice de développement humain (IDH) de 0,514 le classe en 168e position sur 191 pays. Les inégalités de revenus sont particulièrement fortes et le coefficient de Gini y est l'un des plus élevés au monde.
L'économie reste peu diversifiée, dépendante de l'aide internationale et des transferts effectués par les travailleurs émigrés. Les importations sont largement supérieures aux exportations. Le secteur public, premier employeur du pays, représente plus de la moitié du PIB. Une agriculture vivrière produit des racines et des tubercules, du maïs, du sorgho, du blé et des légumes, mais elle est menacée par l'érosion des sols. La population majoritairement rurale pratique aussi l'élevage des ovins et des caprins, ainsi que des bovins. L'hydroélectricité représente la principale richesse du Lesotho – surnommé le « château d'eau » –, dont bénéficie l'Afrique du Sud. Dans le cadre du Lesotho Highlands Water Project (LHWP), de nombreuses infrastructures ont été construites, dont le barrage de Katse et celui de Mohale. La reprise du secteur minier, notamment l'exploitation du diamant qui se place en tête des exportations, est prometteuse. L'industrie textile se développe également : le Lesotho est devenu le premier exportateur de vêtements africains vers les États-Unis.

## Culture

### Langues
Le sotho du Sud (sesotho) est l'une des deux langues officielles. Également parlée en Afrique du Sud, c'est une langue bantoue, l'une des premières langues écrites en caractères latins en Afrique. Elle dispose d'une littérature très riche.[réf. nécessaire]
L'anglais est la seconde langue officielle, introduite en 1868 lorsque le pays est placé sous protectorat britannique
Quelques petites communautés parlent le zoulou ou le xhosa, d'autres langues bantoues.[réf. nécessaire]

### Religions

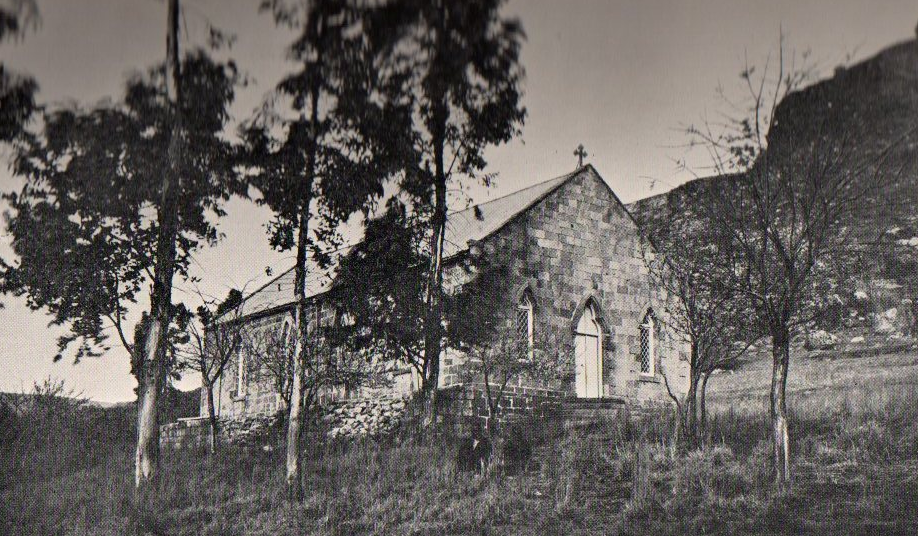
Temple protestant de Leribe (1913).

Le christianisme s'est implanté avec l'arrivée des premiers missionnaires protestants français en 1833, suivis par les anglicans et les catholiques dans la seconde moitié du XIXe siècle.

Il reste largement majoritaire (environ 90 %) au XXIe siècle. Les principales églises sont catholiques, anglicanes, ou relèvent de l'Église réformée hollandaise. Le poids de l'Église catholique est lié à son implication dans l'éducation : plus de 75 % des écoles primaires et secondaires sont gérées par des catholiques. De nombreuses cérémonies religieuses chrétiennes intègrent des éléments empruntés à la culture locale traditionnelle : chants, percussions, costumes.
Parmi les 10 % restants, outre les athées, on compte des musulmans – principalement dans le nord – et des hindouistes, mais ces deux communautés tendent à décroître, car beaucoup émigrent en Afrique du Sud. Il existe aussi une petite communauté juive.
Dans une société assez homogène, les instances internationales n'ont pas observé de discriminations ou d'incidents particuliers liés à la religion. Le gouvernement finance des écoles confessionnelles.

### Fêtes laïques
Deux fêtes importantes sont célébrées dans le pays chaque année, Moshoeshoe Day (11 mars) et Independence Day (4 octobre).
Fête de MoshoeshoeElle rend hommage au roi Moshoeshoe Ier, fondateur de la nation, qui mourut le 11 mars 1870. C'est un grand jour pour les enfants des écoles qui préparent longtemps à l'avance chorales et compétitions sportives.
Fête de l'IndépendanceFête nationale, elle commémore l'accession du pays à l'indépendance le 4 octobre 1966. Elle est marquée par des cérémonies officielles, des discours et des spectacles de danse traditionnelle.

### Éducation

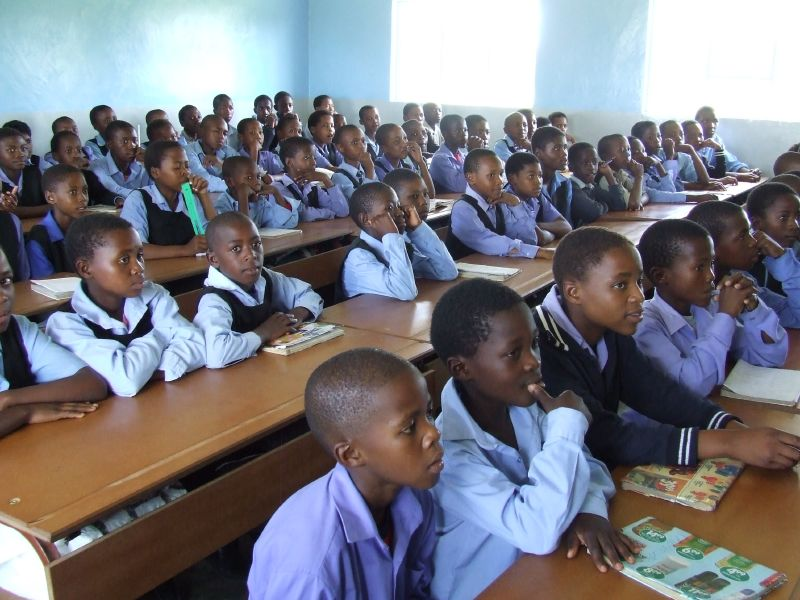
Port de l'uniforme dans une école primaire.

Le système éducatif du Lesotho est régi par la loi sur l'Éducation (Education Act) de 2010. La scolarité est obligatoire pour tous les enfants entre six et treize ans. La gratuité des frais de scolarité se met en place progressivement depuis 2000.

Selon une estimation de The World Factbook en 2015, le taux d'alphabétisation serait de 79,4 % (70,1 pour les hommes et 88,3 pour les femmes). Le Rapport sur le développement humain 2013 du PNUD avance des chiffres un peu différents : pour la période 2005-2010, le taux d'alphabétisation des adultes (% des 15 ans et plus) serait de 89,6 %. Cependant les comparaisons internationales sont rendues difficiles par des modes de calcul très variables selon les pays et les périodes.
L'université nationale du Lesotho (National University of Lesotho, NUL) s'est développée à partir d'un collège universitaire catholique fondé à Roma en 1945.

### Sport

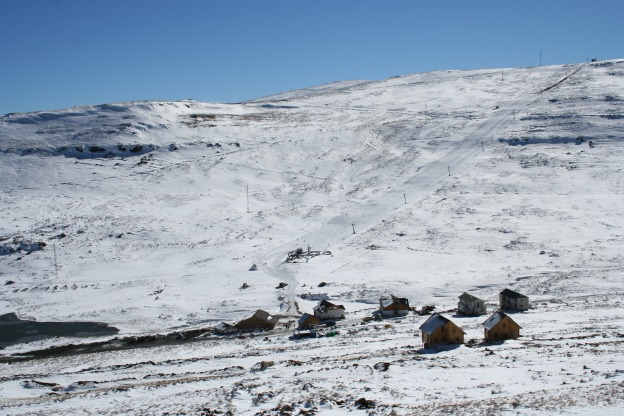
Afriski Mountain Resort, l'unique station de ski du Lesotho.

Comme dans beaucoup de pays d'Afrique subsaharienne, le sport le plus populaire au Lesotho est le football, dans les quartiers, à l'école, comme à l'échelon professionnel. La Fédération du Lesotho de football (LEFA) est membre de la Confédération africaine de football (CAF). L'équipe nationale (Likuena ou « Crocodiles ») a été créée officiellement en 1932. Elle était 153e au classement de la FIFA de décembre 2015. L'équipe féminine a joué son premier match en 1998. Le netball est également très populaire auprès des femmes.

L'athlétisme, le cricket et le handball sont d'autres sports très appréciés. Le stick-fighting, un art martial local que l'on pratique avec un bâton court décoré (mulamu), trouve ses origines dans les rites d'initiation et la vie pastorale. La disparition des gros animaux limite désormais la chasse au petit gibier et aux oiseaux.

Dans le nord du pays, Afriski Mountain Resort, à 3 322 m d'altitude, espère attirer les skieurs fortunés de Johannesbourg et Pretoria.

Le moruba est un jeu de société millénaire dont il existe de nombreuses variantes, et auquel on joue à tout âge.

### Médias
Le paysage médiatique est en fonction de la taille du pays.
Il existe une Agence de presse du Lesotho (LENA). Il existe une seule chaîne de télévision nationale, Lesotho Télévision, gérée par l'État. Outre Radio Lesotho qui est la radio publique, il existe également depuis la réforme de la radiodiffusion en 1998, cinq autres chaînes privées, dont certaines ne peuvent être reçues que dans certaines parties du pays. La radio est le moyen de communication le plus important au Lesotho, car les coûts d'impression des journaux sont très élevés et la majorité de la population ne peut pas se permettre d'acheter une télévision. Outre les radiodiffuseurs nationaux, des programmes de télévision et de radio peuvent également être reçus depuis l’Afrique du Sud, dont certains dans la langue Sesotho.
La presse se limite également à un petit nombre de journaux publiés à la fois en sesotho et en anglais. Le journal le plus ancien du Lesotho, Leselinyana la Lesotho, est publié depuis 1863 par l’Église évangélique du Lesotho. Le Lesotho Times et le Sunday Express ont des éditions imprimées et des sites Internet.
La Poste est également en ligne. De plus, des journaux sud-africains de langue anglaise sont disponibles.
Le Lesotho est classé 68e sur 180 pays dans l'indice 2017 de la liberté de la presse, publié par Reporters sans frontières.